# Purpurlicht
Das Purpurlicht ist ein Dämmerungphänomen durch verschieden gestreute Lichtanteile, das am Himmel purpurfarben leuchtend erscheint. Es kann bei einem Sonnenstand zwischen 2° und 6° unter dem Horizont  während der Dämmerung  auftreten, vor beziehungsweise zu Beginn der sogenannten Blauen Stunde.

## Beobachtung und Entstehung

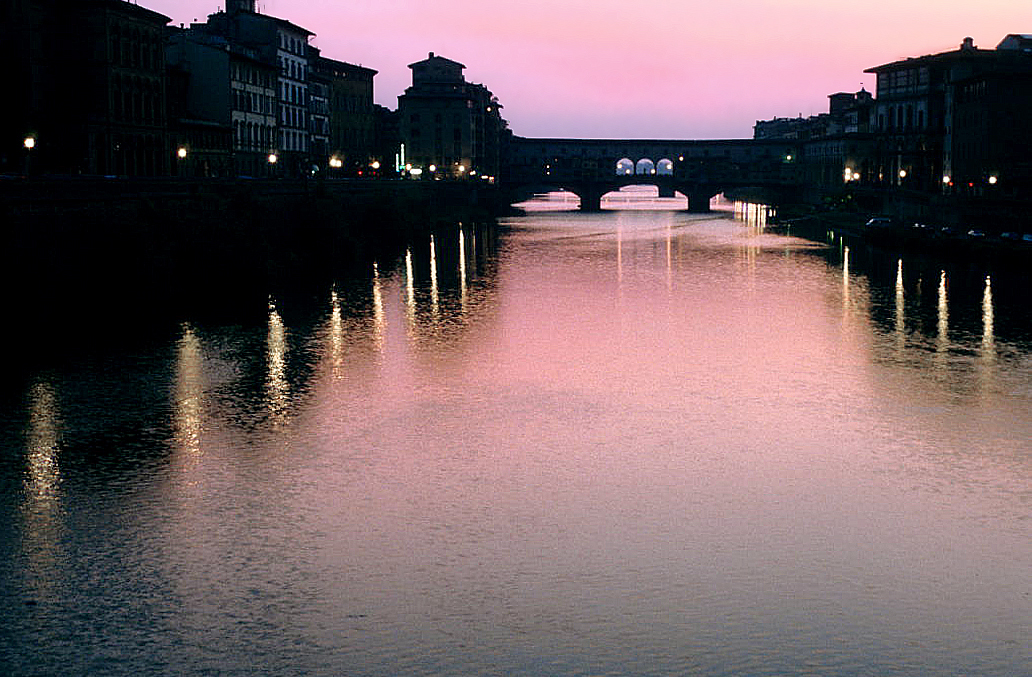
Im Arno gespiegeltes Purpurlicht über Florenz

Das Purpurlicht kann in mittleren Breiten ab etwa 10 Minuten nach Sonnenuntergang über dem Westhorizont zu beobachten sein, die Sonne steht dann etwa 2° unter dem Horizont. Das Phänomen entsteht durch verschiedene Streuung von Sonnenlicht an kleinen Staubpartikeln und Dunst in der Atmosphäre. In der frühen Dämmerungphase sind bei Tiefenwinkeln der Sonne zwischen 2° und 6° die Lichteinfallswinkel günstig. Die unteren Luftschichten werden dann nicht mehr von direktem Sonnenlicht erreicht, mittlere (aerosolhaltige) und höhere (aerosolfreie) Atmosphärenschichten jedoch noch. So kann unterschiedliches Streulicht aus mittleren und höheren Schichten zusammen sichtbar werden. Unter besonderen Bedingungen ist später bei tieferem Sonnenstand (um −15°) über eine Stunde nach Sonnenuntergang ein Nachpurpurlicht beobachtbar.

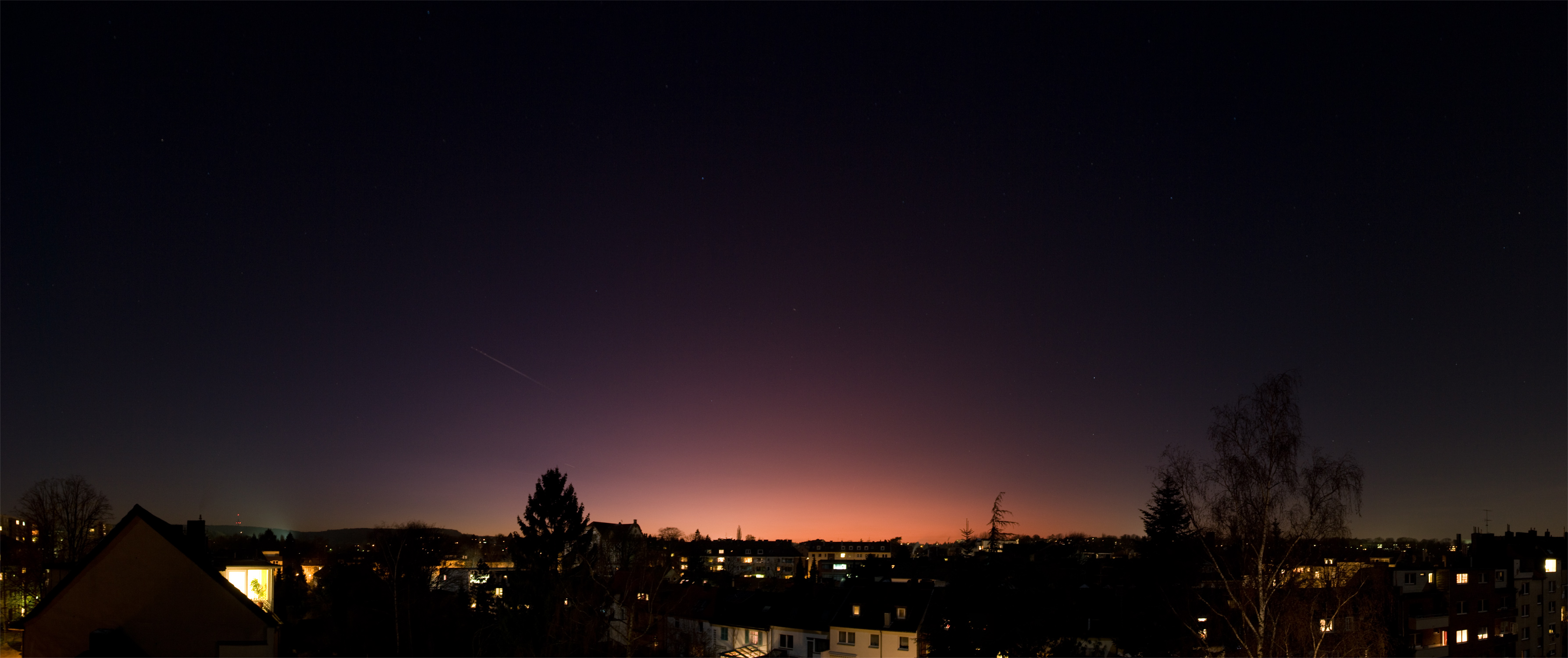
Nachpurpurlicht über Aachen (Sonnenstand etwa −13°)

Auftreten, Sichtbarkeit und Stärke des Purpurlichts sind stark von den Wetter- und Beobachtungsbedingungen abhängig; neben Luftdruck und Windverhältnissen in der Stratosphäre sind Gehalt und Verteilung von streuenden Partikeln in den Luftschichten entscheidend. Ursachen für auffälliges Purpurlicht können Waldbrände, Vulkanausbrüche und die Luftverschmutzung über Großstädten sein. Dann kann auch die dem Purpurlicht nachfolgende Purpurdämmerung eindrucksvoll sein.
Physikalische Voraussetzungen für das Purpurlicht sind Streuungen von Sonnenlicht in Luftschichten mit unterschiedlichen Streulichtanteilen, die den Beobachter sowohl mit einem langwelligen (roten) als auch mit einem kurzwelligen (blauen) Anteil erreichen. Denn die Farbempfindung eines Purpurtons entsteht nur, wenn auf der Netzhaut des Auges gleichzeitig verschiedene Farbreize von beiden Enden des sichtbaren Spektrums zusammentreffen, und ist eine qualitative Besonderheit der menschlichen Farbwahrnehmung (siehe auch Purpurlinie). In diesem Fall ist es die Wahrnehmung der überlagerten Anteile von rotem Streulicht aus dunstigen Schichten und von blauem Streulicht aus höheren Schichten der Atmosphäre. Die blauen Anteile gelangen durch Rayleigh-Streuung des Sonnenlichts an Luftmolekülen zum Beobachter. Die Dunstanteile in den tieferen Schichten verursachen eine Mie-Streuung. In seltenen Fällen kann es gegenüber der untergegangenen Sonne auch zu einem Widerschein des Purpurlichts am Gegenhorizont kommen, als Gegenpurpurlicht während der (unteren) Gegendämmerung.
Das im Volksmund Morgenrot beziehungsweise Abendrot genannte Widerstrahlen an Wolkenformationen der Troposphäre ist nicht der als Purpurlicht bezeichnete Effekt. Nicht selten werden im Zusammenhang mit Purpurlicht auffällige Dämmerungsstrahlen beobachtet. Deren Auftreten hat nichts mit dem Purpurlicht zu tun; jedoch fallen sie auf ein Purpurlicht projiziert weit mehr auf als in einer normalen Dämmerung mit blauem Himmelshintergrund.
Nach Auftreten von intensivem Purpurlicht über großen Teilen West- und Mitteleuropas im Februar 2008 werden mittlerweile auch polare Stratosphärenwolken (PSC) als eine mögliche atmosphärische Bedingung vermutet. Die Streuung an Partikeln solcher in der Dämmerung beschienenen über 20 km hohen Wolken war wahrscheinlich auch der besondere Umstand für ein spektakuläres Purpurlicht, das am 6. Dezember 2002 die Polarnacht über Spitzbergen fast taghell erleuchtete, als „Red Sky-Event“.